# Mattaincourt
Mattaincourt is een gemeente in het Franse departement Vosges (regio Grand Est) en telt 911 inwoners (1999). De plaats maakt deel uit van het arrondissement Neufchâteau. De heilige Petrus Fourier was hier meer dan dertig jaar parochiepriester en stichtte de Congrégation Notre-Dame. De neogotische basiliek Saint-Pierre Fourier in Mattaincourt is aan hem gewijd.

## Geografie
De oppervlakte van Mattaincourt bedraagt 5,9 km², de bevolkingsdichtheid is 154,4 inwoners per km².
De onderstaande kaart toont de ligging van Mattaincourt met de belangrijkste infrastructuur en aangrenzende gemeenten.

## Demografie
Onderstaande figuur toont het verloop van het inwonertal (bron: INSEE-tellingen).